# Cidneo
Il colle Cidneo è un'altura delle Prealpi bresciane che si erge nelle prossimità del centro storico di Brescia. 

## Clima
Il colle, essendo ubicato nel centro della città, presenta generalmente le stesse caratteristiche cittadine. Secondo la classificazione dei climi di Köppen, gode di clima temperato delle medie latitudini (Cfa), piovoso o generalmente umido in tutte le stagioni, con estati molto calde e piogge concentrate tra marzo e maggio e tra ottobre e novembre inoltrato.
Sul Monte Maddalena è attiva una stazione meteo gestita in collaborazione con il Centro Meteorologico Lombardo.

## Orografia
Il colle si erge a nord della città, collegato verso est a una collina denominata i Ronchi, ultima propaggine delle Prealpi Bresciane.

## Storia
I primi insediamenti sul colle risalgono al IX secolo a.C. 
L'organizzazione urbana si deve ai romani che alla fine del I secolo a.C. ne inserirono il perimetro all'interno delle mura cittadine. Nel XIII secolo iniziò la costruzione del castello, che terminò nel XVI secolo. 
Il colle era fino alla seconda metà del XVI secolo parte del monte Maddalena. In questo periodo fu scavato una sorta di vallo per impedire eventuali attacchi in cui la roccaforte del castello avrebbe potuto risultare più in basso e dunque in posizione di svantaggio. Questa sorta di vallo ha dunque separato questa porzione di monte della Maddalena, dando praticamente origine al colle e a quella che oggi è via Turati.